# Пшемоче
Пшемоче (пол. Przemocze, нім. Priemhausen) — село в Польщі, у гміні Машево Голеньовського повіту Західнопоморського воєводства.
Населення — 393 особи (2011).
У 1975-1998 роках село належало до Щецинського воєводства.

## Демографія
Демографічна структура станом на 31 березня 2011 року:
|          | Загалом | Допрацездатний вік | Працездатний вік | Постпрацездатний вік |
| -------- | ------- | ------------------ | ---------------- | -------------------- |
| Чоловіки | 198     | 35                 | 152              | 11                   |
| Жінки    | 195     | 44                 | 122              | 29                   |
| Разом    | 393     | 79                 | 274              | 40                   |